# Astenet
Astenet is een plaats in de deelgemeente Walhorn van de Duitstalige gemeente Lontzen in de Belgische provincie Luik.

## Geschiedenis
Tot de opheffing van het hertogdom Limburg hoorde Astenet tot de Limburgse hoogbank Walhorn. Net als de rest van het hertogdom werd Astenet bij de annexatie van de Zuidelijke Nederlanden door de Franse Republiek in 1795 opgenomen in het toen gevormde departement Ourthe.
In 1815 kwam het aan Pruisen, later Duitsland, en in 1920 werd het Belgisch.
Er was ook een station Astenet aan spoorlijn 37.

## Bezienswaardigheden
- Kasteel Thor
- Katharinenstift met Sint-Jan-de Doperkapel

## Natuur en landschap
Astenet ligt in het Land van Herve, nabij de Lontzenerbach die iets noordelijker in de Geul uitmondt.

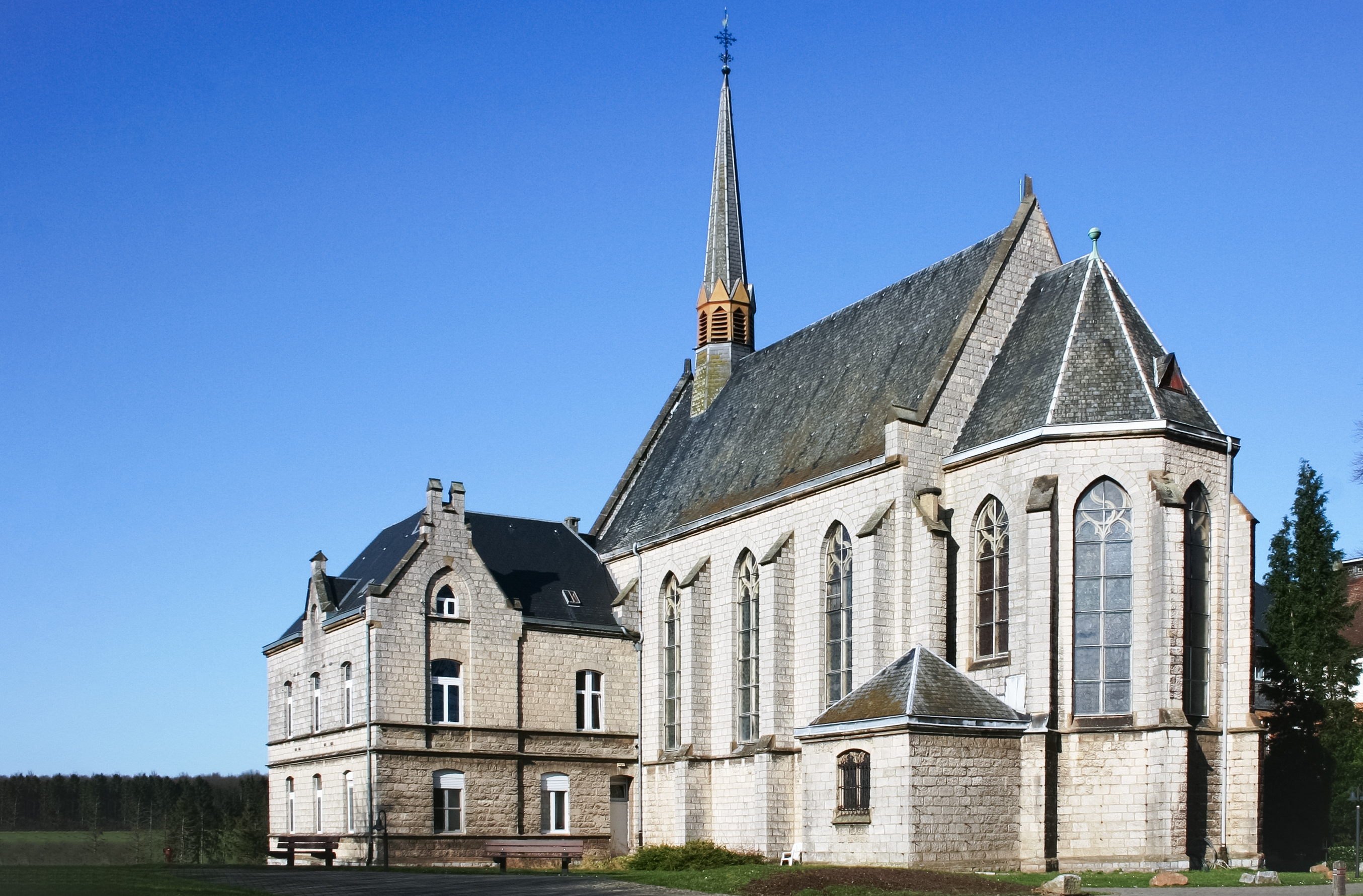
Sint-Jan-de Doperkapel

## Nabijgelegen kernen
Walhorn, Lontzen, Hergenrath
Deelgemeenten: Herbesthal · Lontzen · Walhorn

Overige kernen: Astenet · Busch · Merols · Rabotrath

Belgische gemeenten · Duitstalige Gemeenschap · Arrondissement Verviers · Luik · Wallonië